# Data-Mart
Ein Data-Mart ist ein Teildatenbestand eines Datenlagers (englisch data warehouse), der für einen speziellen Zweck als Kopie gehalten wird.
Gründe für das Arbeiten mit einem Data-Mart anstelle des direkten Zugriffs auf das Datenlager über Sichten („Views“) sind:
- die Notwendigkeit spezieller Datenstrukturen (die in dieser Form nicht im Datenlager vorhanden sind) für bestimmte Analysen, z. B. für die mehrdimensionale Analyse (abgekürzt OLAP von englisch online analytical processing),
- bessere Leistung (Performance): Vorhalten bereits vorberechneter Ergebnisse; Verlagerung benötigter Rechen- oder Übertragungskapazität,
- Eigenständigkeit der Anwender (z. B. Mobilität, Unabhängigkeit von anderen Organisationsbereichen),
- Sicherheit (Zugriffsschutz durch Abgrenzung gegenüber anderen Nutzern oder Öffnung für weitere Nutzer).

Data-Marts können auf den Bedarf des Anwendungsgebiets (fachlich), des Zielsystems (technisch) und der Anwender (organisatorisch) zugeschnitten werden.
Durch die Data-Marts wird der Datenbestand des zentralen Datenlagers verteilt. So entstandene Data-Marts werden als abhängige Data-Marts bezeichnet. Davon abzugrenzen ist der unabhängige Data-Mart, der eine Sicht auf ein oder mehrere Quellsysteme ermöglicht. Dieser Architekturansatz gilt als veraltet, da er dem Integrationsgedanken des Data-Warehousing zuwiderläuft. Er hat nur dort seine Berechtigung, wo es kein zentrales Datenlager gibt.
Das Datenmodell eines Data-Marts entspricht häufig einer multidimensionalen oder OLAP-Struktur. Die technische Realisierung dieses Datenmodells kann als multidimensionale Datenbank oder als relationale Datenbank – heute häufig als In-Memory-Datenbank – erfolgen.